# Continental Basketball Association 1987-1988
La stagione CBA 1987-88 fu la 42ª della Continental Basketball Association. Parteciparono 12 squadre divise in due gironi.
Rispetto alla stagione precedente si aggiunsero i Quad City Thunder. I Wisconsin Flyers si trasferirono a Rochester, cambiando nome in Rochester Flyers. I Cincinnati Slammers si trasferirono a Cedar Rapids, divendando i Cedar Rapids Silver Bullets, ma rimasero inattivi per la stagione.

## Squadre partecipanti
- Albany Patroons
- Charleston Gunners
- La Crosse Catbirds
- Mississippi Jets
- Pensacola Torn.s
- Quad City Thunder
- Rapid City Thrillers
- Rochester Flyers
- Rockford Lightning
- Savannah Spirits
- Topeka Sizzlers
- Wyoming Wildcat.

## Classifiche

### Eastern Division
| Squadra            | V  | P  | QW    | PTS   |
| ------------------ | -- | -- | ----- | ----- |
| Albany Patroons    | 48 | 6  | 149,5 | 293,5 |
| Pensacola Tornados | 28 | 26 | 101,5 | 185,5 |
| Mississippi Jets   | 25 | 29 | 107,5 | 182,5 |
| Savannah Spirits   | 22 | 32 | 100,0 | 166,0 |
| Topeka Sizzlers    | 21 | 33 | 100,5 | 163,5 |
| Charleston Gunners | 14 | 40 | 88,0  | 130,0 |

### Western Division
| Squadra              | V  | P  | QW    | PTS   |
| -------------------- | -- | -- | ----- | ----- |
| La Crosse Catbirds   | 40 | 14 | 122,0 | 242,0 |
| Rockford Lightning   | 37 | 17 | 118,5 | 229,5 |
| Quad City Thunder    | 30 | 24 | 118,5 | 208,5 |
| Wyoming Wildcatters  | 23 | 31 | 104,5 | 173,5 |
| Rochester Flyers     | 20 | 34 | 104,5 | 164,5 |
| Rapid City Thrillers | 16 | 38 | 81,0  | 129,0 |

## Play-off

### Semifinali di conference
| 17 marzo | Albany Patroons | 124 – 104 | Savannah Spirits |  |

| 19 marzo | Albany Patroons | 119 – 105 | Savannah Spirits |  |

| 23 marzo | Savannah Spirits | 119 – 114 | Albany Patroons |  |

| 24 marzo | Savannah Spirits | 104 – 122 | Albany Patroons |  |

| 25 marzo | Savannah Spirits | 91 – 135 | Albany Patroons |  |

| 16 marzo | Pensacola Tornados | 127 – 104 | Mississippi Jets |  |

| 21 marzo | Pensacola Tornados | 117 – 111 | Mississippi Jets |  |

| 24 marzo | Mississippi Jets | 121 – 103 | Pensacola Tornados |  |

| 25 marzo | Mississippi Jets | 111 – 131 | Pensacola Tornados |  |

| 27 marzo | Pensacola Tornados | 112 – 99 | Mississippi Jets |  |

| 18 marzo | La Crosse Catbirds | 109 – 94 | Wyoming Wildcatters |  |

| 20 marzo | La Crosse Catbirds | 105 – 92 | Wyoming Wildcatters |  |

| 22 marzo | Wyoming Wildcatters | 106 – 104 | La Crosse Catbirds |  |

| 23 marzo | Wyoming Wildcatters | 108 – 107 | La Crosse Catbirds |  |

| 27 marzo | Wyoming Wildcatters | 103 – 92 | La Crosse Catbirds |  |

| 29 marzo | La Crosse Catbirds | 89 – 96 | Wyoming Wildcatters |  |

| 14 marzo | Rockford Lightning | 96 – 109 | Quad City Thunder |  |

| 16 marzo | Rockford Lightning | 120 – 117 (d.1t.s.) | Quad City Thunder |  |

| 18 marzo | Quad City Thunder | 127 – 118 | Rockford Lightning |  |

| 20 marzo | Quad City Thunder | 110 – 111 | Rockford Lightning |  |

| 23 marzo | Rockford Lightning | 92 – 91 | Quad City Thunder |  |

| 26 marzo | Quad City Thunder | 114 – 98 | Rockford Lightning |  |

| 28 marzo | Rockford Lightning | 99 – 88 | Quad City Thunder |  |

### Finali di conference
| 1º aprile | Albany Patroons | 105 – 100 | Pensacola Tornados |  |

| 4 aprile | Pensacola Tornados | 89 – 94 | Albany Patroons |  |

| 6 aprile | Pensacola Tornados | 96 – 101 | Albany Patroons |  |

| 8 aprile | Albany Patroons | 94 – 89 | Pensacola Tornados |  |

| 31 marzo | Rockford Lightning | 90 – 80 | Wyoming Wildcatters |  |

| 3 aprile | Rockford Lightning | 110 – 114 | Wyoming Wildcatters |  |

| 6 aprile | Wyoming Wildcatters | 103 – 90 | Rockford Lightning |  |

| 8 aprile | Wyoming Wildcatters | 98 – 93 | Rockford Lightning |  |

| 9 aprile | Wyoming Wildcatters | 113 – 119 | Rockford Lightning |  |

| 12 aprile | Rockford Lightning | 134 – 137 (d.4t.s.) | Wyoming Wildcatters |  |

### Finale CBA
| 16 aprile | Albany Patroons | 113 – 116 (d.1t.s.) | Wyoming Wildcatters |  |

| 17 aprile | Albany Patroons | 95 – 83 | Wyoming Wildcatters |  |

| 20 aprile | Wyoming Wildcatters | 83 – 80 | Albany Patroons |  |

| 22 aprile | Wyoming Wildcatters | 85 – 104 | Albany Patroons |  |

| 23 aprile | Wyoming Wildcatters | 109 – 90 | Albany Patroons |  |

| 29 aprile | Albany Patroons | 102 – 81 | Wyoming Wildcatters |  |

| 30 aprile | Albany Patroons | 105 – 96 | Wyoming Wildcatters |  |

### Tabellone
|  | Semifinali di conference | Semifinali di conference | Semifinali di conference |           |        | Finali di conference | Finali di conference | Finali di conference |  |  | Finale CBA | Finale CBA | Finale CBA |  |
|  |                          |                          |                          |           |        |                      |                      |                      |  |  |            |            |            |  |
|  | 1e                       | Albany                   | 4                        |           |        |                      |                      |                      |  |  |            |            |            |  |
|  | 1e                       | Albany                   | 4                        |           |        |                      |                      |                      |  |  |            |            |            |  |
|  | 4e                       | Savannah                 | 1                        |           |        |                      |                      |                      |  |  |            |            |            |  |
|  | 4e                       | Savannah                 | 1                        |           | 1e     | Albany               | 4                    |                      |  |  |            |            |            |  |
|  |                          |                          |                          |           | 1e     | Albany               | 4                    |                      |  |  |            |            |            |  |
|  |                          |                          | 2e                       | Pensacola | 0      |                      |                      |                      |  |  |            |            |            |  |
|  | 3e                       | Mississippi              | 2e                       | Pensacola | 0      | 1                    |                      |                      |  |  |            |            |            |  |
|  | 3e                       | Mississippi              |                          |           |        |                      |                      |                      |  |  |            |            |            |  |
|  | 2e                       | Pensacola                | 4                        |           |        |                      |                      |                      |  |  |            |            |            |  |
|  | 2e                       | Pensacola                | 4                        |           | Albany | Albany               | 4                    |                      |  |  |            |            |            |  |
|  |                          |                          |                          |           |        |                      |                      |                      |  |  |            |            |            |  |
|  |                          |                          | Wyoming                  | Wyoming   | 3      |                      |                      |                      |  |  |            |            |            |  |
|  | 2w                       | Rockford                 | Wyoming                  | Wyoming   | 3      | 4                    |                      |                      |  |  |            |            |            |  |
|  | 2w                       | Rockford                 |                          |           |        |                      |                      |                      |  |  |            |            |            |  |
|  | 3w                       | Quad City                | 3                        |           |        |                      |                      |                      |  |  |            |            |            |  |
|  | 3w                       | Quad City                | 3                        |           | 2w     | Rockford             | 2                    |                      |  |  |            |            |            |  |
|  |                          |                          |                          |           | 2w     | Rockford             | 2                    |                      |  |  |            |            |            |  |
|  |                          |                          | 4w                       | Wyoming   | 4      |                      |                      |                      |  |  |            |            |            |  |
|  | 4w                       | Wyoming                  | 4w                       | Wyoming   | 4      | 4                    |                      |                      |  |  |            |            |            |  |
|  | 4w                       | Wyoming                  |                          |           |        |                      |                      |                      |  |  |            |            |            |  |
|  | 1w                       | La Crosse                | 2                        |           |        |                      |                      |                      |  |  |            |            |            |  |

## Vincitore
| Campione CBA 1988           |
| --------------------------- |
| Albany Patroons (2º titolo) |

## Statistiche
| Categoria             | Giocatore      | Squadra             | Stat |
| --------------------- | -------------- | ------------------- | ---- |
| Punti per gara        | Tommy Davis    | Pensacola Tornados  | 29,6 |
| Rimbalzi per gara     | Michael Brooks | Albany Patroons     | 11,9 |
| Assist per gara       | Mark Wade      | Pensacola Tornados  | 11,3 |
| Palle rubate per gara | Sidney Lowe    | Albany Patroons     | 2,8  |
| Stoppate per gara     | Ron Cavenall   | Wyoming Wildcatters | 3,1  |
| FG%                   | Tony Campbell  | Albany Patroons     | 64,7 |
| FT%                   | Tony Campbell  | Albany Patroons     | 86,1 |

## Premi CBA
- CBA Most Valuable Player: Michael Brooks, Albany Patroons
- CBA Coach of the Year: Bill Musselman, Albany Patroons
- CBA Newcomer of the Year: Tony Campbell, Albany Patroons
- CBA Rookie of the Year: Jamie Waller, Charleston Gunners
- CBA Executive of the Year: Ron Minegar, La Crosse Catbirds
- CBA Playoff MVP: Tod Murphy, Albany Patroons
- All-CBA First Team
  - Sidney Lowe, Albany Patroons
  - Ricky Wilson, Mississippi Jets
  - Claude Gregory, La Crosse Catbirds
  - Michael Brooks, Albany Patroons
  - Tony Campbell, Albany Patroons
- All-CBA Second Team
  - Tommy Davis, Pensacola Tornados
  - Fred Cofield, Rockford Lightning
  - Brad Wright, Rockford Lightning
  - Pete Myers, Rockford Lightning
  - Mark Davis, La Crosse Catbirds
- CBA All-Defensive First Team
  - Sidney Lowe, Albany Patroons
  - Ricky Wilson, Mississippi Jets
  - Jerome Henderson, Pensacola Tornados
  - Michael Brooks, Albany Patroons
  - Derrick Rowland, Albany Patroons
- CBA All-Rookie First Team
  - Jamie Waller, Charleston Gunners
  - Scott Brooks, Albany Patroons
  - John Fox, Rockford Lightning
  - Eric White, Mississippi Jets
  - Jerome Batiste, Topeka Sizzlers